# مايا هدرلاب
مايا هدرلاب (بالسلوفينية: Železna Kapla-Bela، بالإنجليزية: Maja Haderlap) كاتبة نمساوية ثنائية اللغة حيث تتحدث وتكتب اللغة السلوفينية والألمانية، اشتهرت برواية ملاك النسيان، سلطت فيها الضوء على مقاومة النمسا العسكرية ضد الاشتراكية القومية. درست ماجا اللغة والأدب الألماني في جامعة فيينا، وهي تحمل درجة الدكتوراة في دراسات المسرح.

## حياتها
بعد تخرجها عملت محررت برامج ومحاضرة في معهد الدراسات الأدبية المقارنة في جامعة ألبن أدريا في كلاغنفورت، بين عام 1992 وعام 2007 عملت مشرفة دراما في مسرح مدينة كلاغنفورت تحت إشراف ديتمار فليغر. تعتبر ماجا الصوت الأكثر شعرية بين النمساويين السلوفينيين منذ أول كتاب شعري أصدرته عام 1983 تحت عنوان زاليك بسمي. عملت ماجا محررة لسنوات عديدة في المجلة الأدبية مالجي. تكتب ماجا الشعر والنثر والمقالات باللغتين السلوفينية والألمانية، وقد نشرت أعمالها في العديد من المجلات الأدبية والمختارات الألمانية والدولية. ماجا عضوة في نقابة غراتس للكتاب وتعيش في كلاغنفورت.

## أعمالها
- Žalik pesmi
- Bajalice
- Pesmi
- Deček in sonce, zadruga Novi Matajur, Cividale and Klagenfurt, Carinthia, Založba Drava
- Between Politics and Culture
- The city of Klagenfurt Theatre from 1992 to 2007.
- Angel of Forgetting

## الجوائز
- 1983: جائزة ترقية كارينثيا
- 1989: جائزة مؤسسة بريسيرن
- 2004: جائزة هيوبرت بردا كجزء من جائزة هيرمان لينز
- 2005: جائزة الثقافة للمرأة لأدب في مقاطعة كارينثيا
- 2006/2007: منحة ولاية النمسا للأدب
- 2011: جائزة انجيبورج باتشمان جائزة انجيبورج باتشمان [الإنجليزية] لرواية ملاك النسيان
- 2012: اقامة كاتب من مؤسسة عالم واحد في سريلانكا
- 2012: الدكتوراة الفخرية من جامعة كلاجنفورت
- 2017: جائزة القلم للترجمة عن رواية ملاك النسيان، ترجمتها تيس لويس إلى الإنجليزية.

## روابط خارجية
- ماجا هدرلاب على موقع IMDb (الإنجليزية)
- ماجا هدرلاب على موقع مونزينجر (الألمانية)